# Stanisław Gebhardt
Stanisław Mieczysław Gebhardt (ur. 13 lipca 1928 w Poznaniu, zm. 27 lutego 2025 we Wrocławiu) – polski polityk, ekonomista, publicysta, działacz społeczny. Po II wojnie światowej i wielu latach działalności zagranicą głównie z ramienia międzynarodowego ruchu chrześcijańskiej demokracji, wrócił do Polski w 1990 aby brać udział w odbudowie struktur demokratycznych w kraju. W latach 2020–2024 przewodniczący Rady Programowej Instytutu Dziedzictwa Myśli Narodowej im. Romana Dmowskiego i Ignacego Jana Paderewskiego. Kawaler Orderu Orła Białego.

## Życiorys

### Młodość

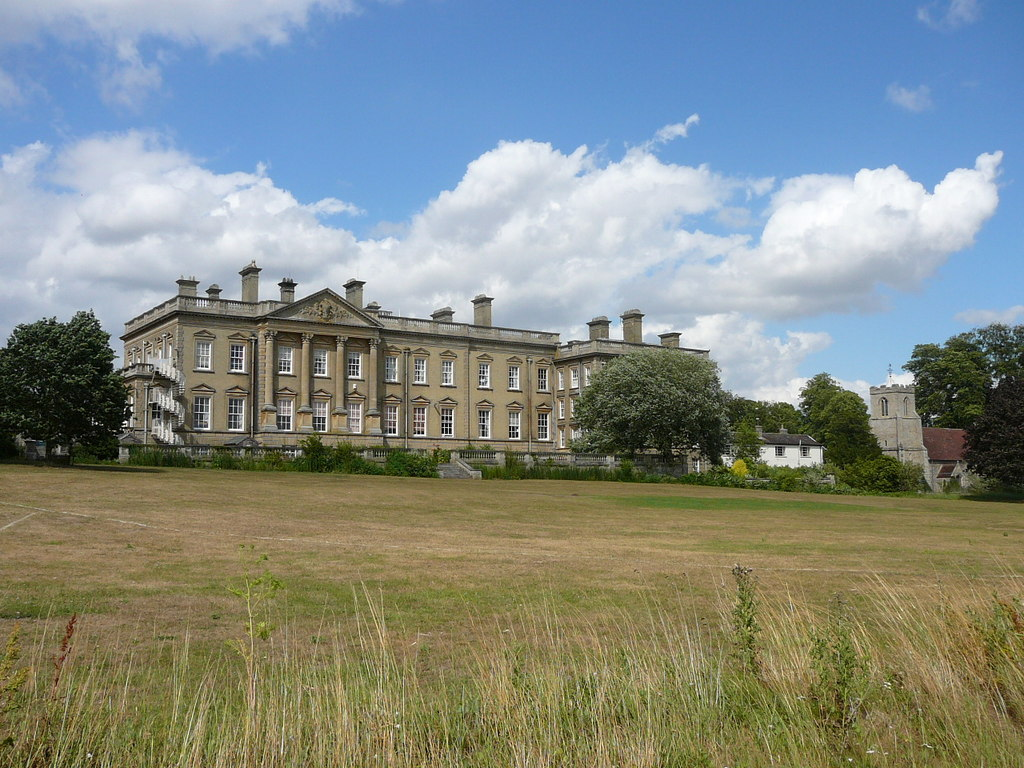
Riddlesworth Hall szkoła i kościół

Urodził się w Poznaniu jako drugie dziecko w rodzinie lekarza wojskowego, Stanisława Gebhardta i żony jego, Henryki (z d. Welfe) z Kolbuszowej. Przez matkę jest spokrewniony z ekonomistą Władysławem Welfe. Ojciec Stanisława zmarł w 1930 r. i rodzina przeniosła się do Krakowa, gdzie chodził do szkoły. W latach 1941–1943 należał do Szarych Szeregów, a od 1943 był żołnierzem Armii Krajowej. Od 1944 został uwięziony przez Gestapo. Był przetrzymywany w więzieniu Montelupich oraz w obozach koncentracyjnych Groß-Rosen i Mauthausen. Bezpośrednio po zakończeniu wojny wrócił do kraju i po kompletach w Krakowie zdał tzw. „małą maturę”. Następnie wyjechał na południe do Włoch, gdzie został przydzielony do Wojska Polskiego w Trani i z którym dotarł do Wielkiej Brytanii. W ramach 2 Korpusu od 1946 do demobilizacji w 1948, włączony był w Polski Korpus Przysposobienia i Rozmieszczenia i pobierał nauki w ramach polskiego obozu, Riddlesworth, w hrabstwie Norfolk, gdzie przydzielony był 3 Batalion Strzelców Karpackich. W 1948 zdobył polskie świadectwo dojrzałości.

### Początki zawodowe
W 1953 ukończył Polski Uniwersytet na Obczyźnie w Londynie (ekonomia), a w 1954 – kursy zarządzania przedsiębiorstwami w City University London. Od 1954 do 1957 zaliczył nauki polityczne i społeczne na Sorbonie.
Angażował się w działalność wielu polskich organizacji społecznych i kulturalnych na wychodźstwie, m.in.: Związku Studentów Polskich, Związku Młodych Unii Federalnej Europy, Związku b. żołnierzy AK, Macierzy Szkolnej w Anglii, potem Grupy „Merkuriusza”, Rady Polaków we Włoszech i Klubu Polskiego w Rzymie.
W latach 1951–1954 pracował dorywczo jako asystent jednego z dyrektorów firmy Foldex, wydawcy map samochodowych. W czasie pobytu na studiach w Paryżu, 1954–1956 współpracował w projekcie zorganizowania gospodarki finansowej Wietnamu na linii Paryż–Sajgon. Od 1955 współpracował z polską sekcją „Voice of America”. W latach 1956–1967 zajmował się doradztwem ekonomicznym w zakresie inwestycji w Ameryce Łacińskiej. Od 1963 do 1972 był dyrektorem w Międzynarodowej Fundacji Solidarności w Rzymie, gdzie współpracował z Karolem Popielem. Oprócz działalności politycznej, okresowo zajmował się międzynarodowym doradztwem gospodarczym aż do początku XXI wieku.

### Publicysta
Kiedy w 1964 Jerzy Kulczycki założył w Londynie polskie wydawnictwo emigracyjne „Odnowa”, zaproponował swemu rówieśnikowi Gebhardtowi udział i stanowisko dyrektora. Chociaż między nimi istniały spory, „Odnowa” wydała ok. 80 tytułów, w tym autorstwa pisarzy ocenzurowanych w PRL, Orwella, Garlińskiego, Karola Popiela i Nowaka-Jeziorańskiego. Gebhardt miał za zadanie zajmować się pozyskaniem środków i przemytem tej literatury do Polski, w taki sposób, aby ulokowani nad Tamizą agenci Służby Bezpieczeństwa nie dowiedzieli się, skąd pochodzą środki na publikacje.

### Działalność społeczno-polityczna
W latach 1954–1985 był członkiem władz Stronnictwa Pracy na uchodźstwie.
Jako przedstawiciel polskich organizacji wszedł i zaangażował się w działalność międzynarodowych organizacji, głównie chrześcijańsko-demokratycznych. Współpracował w ich ramach m.in. z Robertem Schumanem. W latach 1951–1953 był członkiem Parlamentu Młodzieży Europejskiej. Działał w Międzynarodowej Unii Młodych Chrześcijańskich Demokratów. Współorganizował Radę Polityczną Młodzieży NATO. W latach 1950–1959, przy boku Edwarda Bobrowskiego (potem znany jako francuski dziennikarz i filmowiec Édouard Bobrowski), który był sekretarzem generalnym Sekcji Młodzieżowej Chrześcijańskiej Demokracji Unii Europy Środkowej z siedzibą w Paryżu. Od 1962 do 1973 wchodził w skład władz Międzynarodowej Unii Młodych Chrześcijańskich Demokratów. W latach 1990–1995 pełnił funkcję wiceprezesa Chrześcijańsko-Demokratycznej Unii Europy Środkowej w Bratysławie, następnie w 1991–1995 wiceprezesa Światowej Unii Chrześcijańskich Demokratów w Brukseli. W latach 1962–1976 współorganizował centrum studiów problemów działania systemu demokratycznego i zagadnień międzynarodowych w Rzymie pod nazwą Esperienze Internazionali.
Po powrocie do kraju, w latach 1990–1994 działał w reaktywowanym Stronnictwie Pracy, którego został wiceprezesem. W latach 1995–1998 był wiceprezesem Ruchu Odbudowy Polski. W 1994 objął funkcję prezesa Fundacji Odbudowy Demokracji im. Ignacego J. Paderewskiego. W czerwcu 2020 minister kultury i dziedzictwa narodowego Piotr Gliński powołał go na funkcję przewodniczącego Rady Programowej Instytutu Dziedzictwa Myśli Narodowej im. Romana Dmowskiego i Ignacego Jana Paderewskiego, którą pełnił do 2024.
Należał do partii Prawo i Sprawiedliwość. Pełnił funkcję społecznego asystenta senatora PiS Aleksandra Szweda podczas IX i X kadencji Senatu.

## Odznaczenia
- W 1989 prezydent RP na uchodźstwie Ryszard Kaczorowski awansował go do stopnia podporucznika Wojska Polskiego.
- W 1990 otrzymał Krzyż Kawalerski Orderu Odrodzenia Polski z rąk prezydenta RP na uchodźstwie Ryszarda Kaczorowskiego[13].
- W 2016 prezydent RP Andrzej Duda odznaczył go Krzyżem Komandorskim Orderu Odrodzenia Polski[14][15].
- 3 maja 2023, w uznaniu znamienitych zasług dla niepodległości Rzeczypospolitej Polskiej, za wybitną działalność na rzecz polskiej emigracji poprzez pielęgnowanie tożsamości narodowej, zachowanie ciągłości dziedzictwa kulturowego oraz propagowanie wartości chrześcijańskich i demokratycznych, za wierność Polsce wolnej i suwerennej, prezydent RP Andrzej Duda odznaczył go Orderem Orła Białego[16][17].

Został także odznaczony:
- komandorią Orderu Zasługi Bernardo O’Higginsa (Chile)
- Orderu Simona Bolivara (Wenezuela)
- Orderu Zasługi Republiki Włoskiej (Commendatore)
- Krzyżem Walecznych
- Srebrnym Krzyżem Zasługi z Mieczami
- Krzyżem Armii Krajowej
- Medalem Wojska Polskiego Zagranicą
- Złotym Medalem „Zasłużony Kulturze Gloria Artis”[18].